# Guerra del Collao

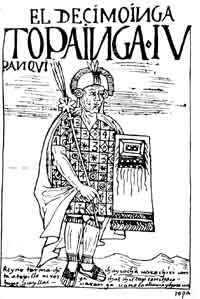
Túpac Yupanqui, a quien se atribuye la conquista incaica del noroeste argentino.

La guerra del Collao o conquista inca del Collao se refiere a la expansión del Imperio incaico, mediante la fuerza militar y diplomática, de la meseta del Collao repartido entre los actuales Estados del sudeste del Perú, Bolivia occidental, el noroeste de Argentina y partes orientales del norte de Chile.
El Imperio incaico, Incanato o Tahuantinsuyu se expandió por el noroeste de Argentina al menos medio siglo antes de la conquista española por Francisco Pizarro. Según las crónicas históricas el Inca Túpac Yupanqui ingresó con su ejército al actual territorio de Argentina en 1479 y lo incorporó al Collasuyo, esto sin embargo, contradice las dataciones arqueológicas que señalan la fecha en torno a 1450. El dominio incaico en la región llegó formalmente a su fin con la expedición de Almagro a Chile en 1535, a quien el emperador Carlos I de España le había adjudicado la Gobernación de Nueva Toledo en 1534. La presencia inca dejó numerosos topónimos en Argentina.

## Conquista incaica del Collao

### Campañas de Pachacútec
Pachacútec fue el primero en emprender una expedición militar al Collao entre 1445 y 1450. Después derrotó a los collas y lupacas en los alrededores del lago Titicaca.

### Campañas de Túpac Yupanqui

Expansión de Túpac Yupanqui hacia el sur, en amarillo.

Al morir el inca Pachacútec en 1471, Túpac Yupanqui se hizo cargo del trono. Durante su reinado se realizó una expedición que inició recorriendo la meseta del Collao sometiendo a los collas sublevados y conquistando a los chichas aproximadamente en 1478. Al año siguiente avanzó sobre la provincia de Jujuy y de acuerdo a las crónicas hacia 1480 dirigió la campaña en el actual noroeste argentino contra los diaguitas, y en Cuyo contra los huarpes de la provincia de San Juan y del noroeste de la provincia de Mendoza. Las fechas datadas por radio carbono en la provincia de Mendoza, dan sin embargo fechas anteriores de ocupación inca en Argentina.
El cronista Pedro Cieza de León escribió que las campañas sobre los actuales países de Argentina y Chile fueron simultáneas, siguiendo esta versión el inca organizó un ejército de 50 000 soldados al que dividió en dos columnas, una al mando de Sinchiruca o Sinchrunca y la otra bajo su mando personal. Mientras la primera conquistaba los valles de Copiapó y Coquimbo la segunda descendió por el altiplano y se enfrentó a los calchaquíes. Estos se atrincheraron en sus fortalezas que tuvieron que ser conquistadas y destruidas una por una. Es posible también que ambas campañas empezaran por separado y que finalmente las tropas del inca en el noroeste argentino pasaran a apoyar a sus compañeros en Chile, ya que los calchaquíes fueron sometidos antes de que los incas llegaran al río Maule. En los valles Calchaquíes se instalaron mitimaes para prevenir rebeliones y contener las invasiones de las tribus del Chaco.
Cieza de León en Crónica del Perú expresó que:

Caminó por toda la provincia del Collao hasta salir de ella (...) Yendo victorioso adelante de los Charcas, atravesó muchas tierras o provincias y grandes despoblados de nieve hasta que llegó a lo que llamamos Chile y señoreó y conquistó todas aquellas tierras, en los cuales dicen llegaron hasta el río Maule. En lo de Chile, hizo algunos edificios y tributáronle de aquellas comarcas mucho oro en tejuelos. Dejó gobernadores y mitimaes y, puesto en orden lo que había ganado, volvió al Cusco.

Siguió Túpac Yupanqui hasta Cuyo, en donde el cacique Cochagual organizó la resistencia, unió a los huarpes -que vivían al sur del río Jáchal- y presentó batalla con un gran ejército, siendo vencido y malherido. Cochagual con los huarpes allentiac se refugiaron en las lagunas de Guanacache, mientras que los millcayac se quedaron, fueron sometidos y recibieron la influencia cultural inca. Se encontraron forzados a adoptar algunas de las costumbres incaicas, tales como la vestimenta y los cultivos de maíz y quinoa.

### Campañas de Huayna Cápac
Dice Cieza de León que la campaña chilena se produjo durante el reinado de Huayna Cápac, hijo y sucesor de Túpac Yupanqui. Después de los funerales de su padre, el nuevo soberano alistó 50 000 hombres para visitar el Collao. Intentó someter a los chiriguanos, pero sus hombres volvieron vencidos. El gobernante recorrió las actuales provincias de Jujuy, Salta y Tucumán antes de pasar la cordillera de los Andes. Llegó a las tierras chilenas y las reorganizó, quedándose ahí un año. Llevó colonos diaguitas a Chile, dejando despobladas sus tierras de origen. Luego pasó hasta la provincia de Mendoza y volvió a Cuzco para marchar sobre Quito.

### Territorio conquistado en Argentina

Red caminera del Tahuantinsuyu.

Los incas conquistaron las partes occidentales de las actuales provincias de Jujuy, Salta, Catamarca, Tucumán, La Rioja, San Juan, y el noroeste de Mendoza, incorporándolas al Collasuyo. Los pueblos que entonces habitaban esa región, los omaguacas, los diaguitas (incluidos los calchaquíes), los huarpes y otros, intentaron resistir pero los incas lograron dominarlos.
Toda la frontera oriental del Tahuantinsuyu en Argentina está aún sin ser conocida con precisión y la mayoría de los investigadores la sitúan en las faldas orientales de los Andes. Algunas investigaciones sugieren que hubo influencia incaica en parte de la provincia de Santiago del Estero (zona interfluvial en donde está la ciudad de Santiago del Estero), pero la incorporación o no de esa zona al Imperio incaico es motivo de controversias. Dado que la lengua quechua perdura en Santiago del Estero, existe una corriente de opinión principalmente local que afirma que el área fue parte del Tahuantinsuyu, lo cual es refutado por otros historiadores que no encuentran evidencias contundentes para convalidar esa hipótesis.

## Quechuanización de Argentina

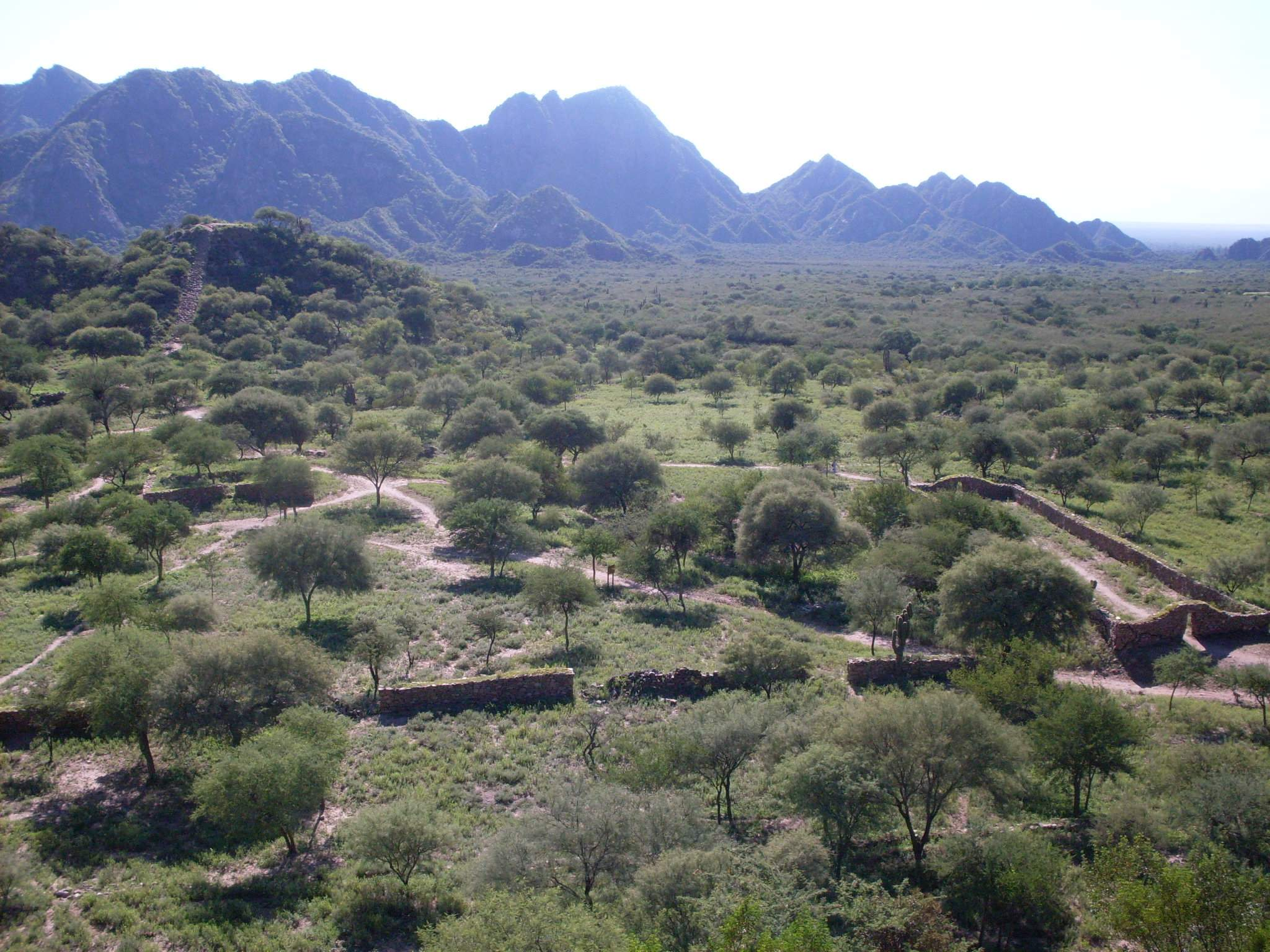
Shincal en la provincia de Catamarca.

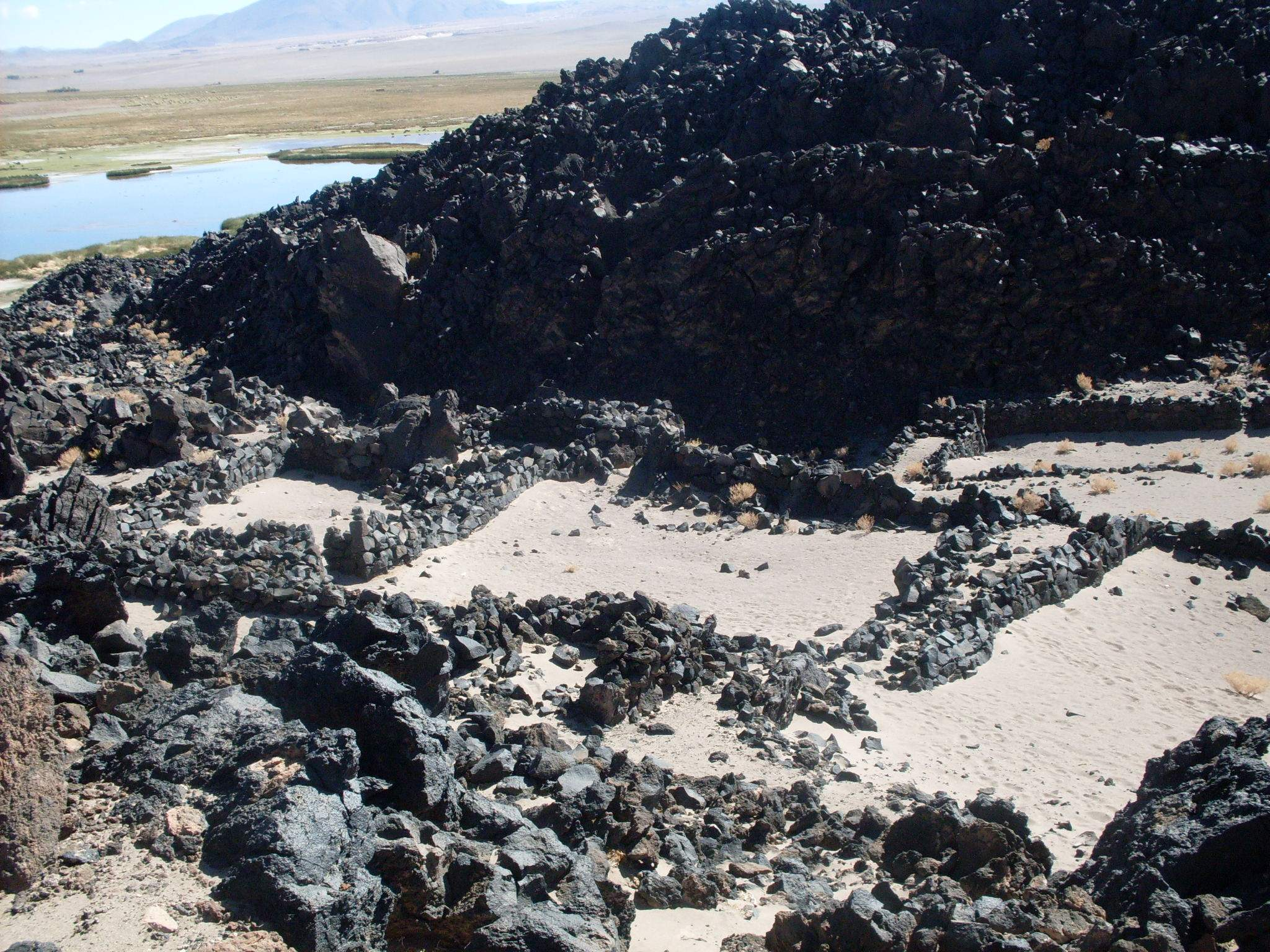
Pucará de La Alumbrera en la provincia de Catamarca.

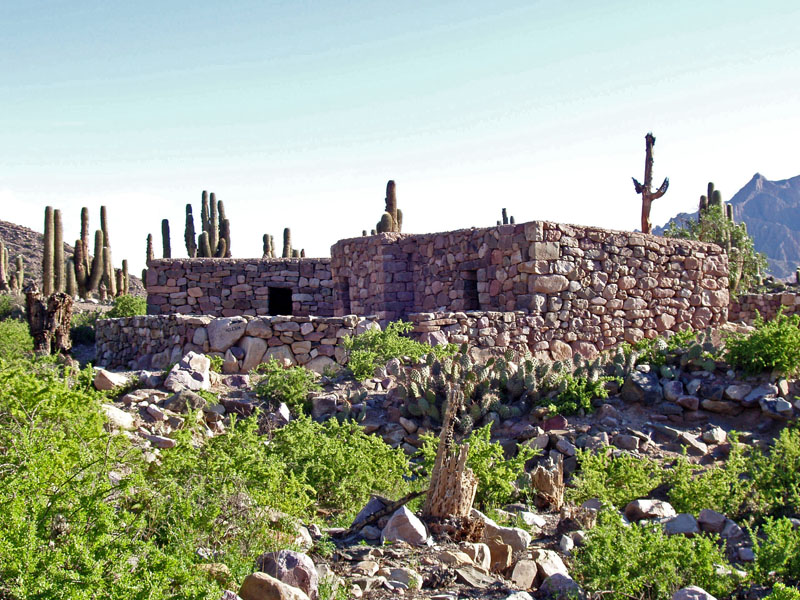
Pucará de Tilcara en la provincia de Jujuy.

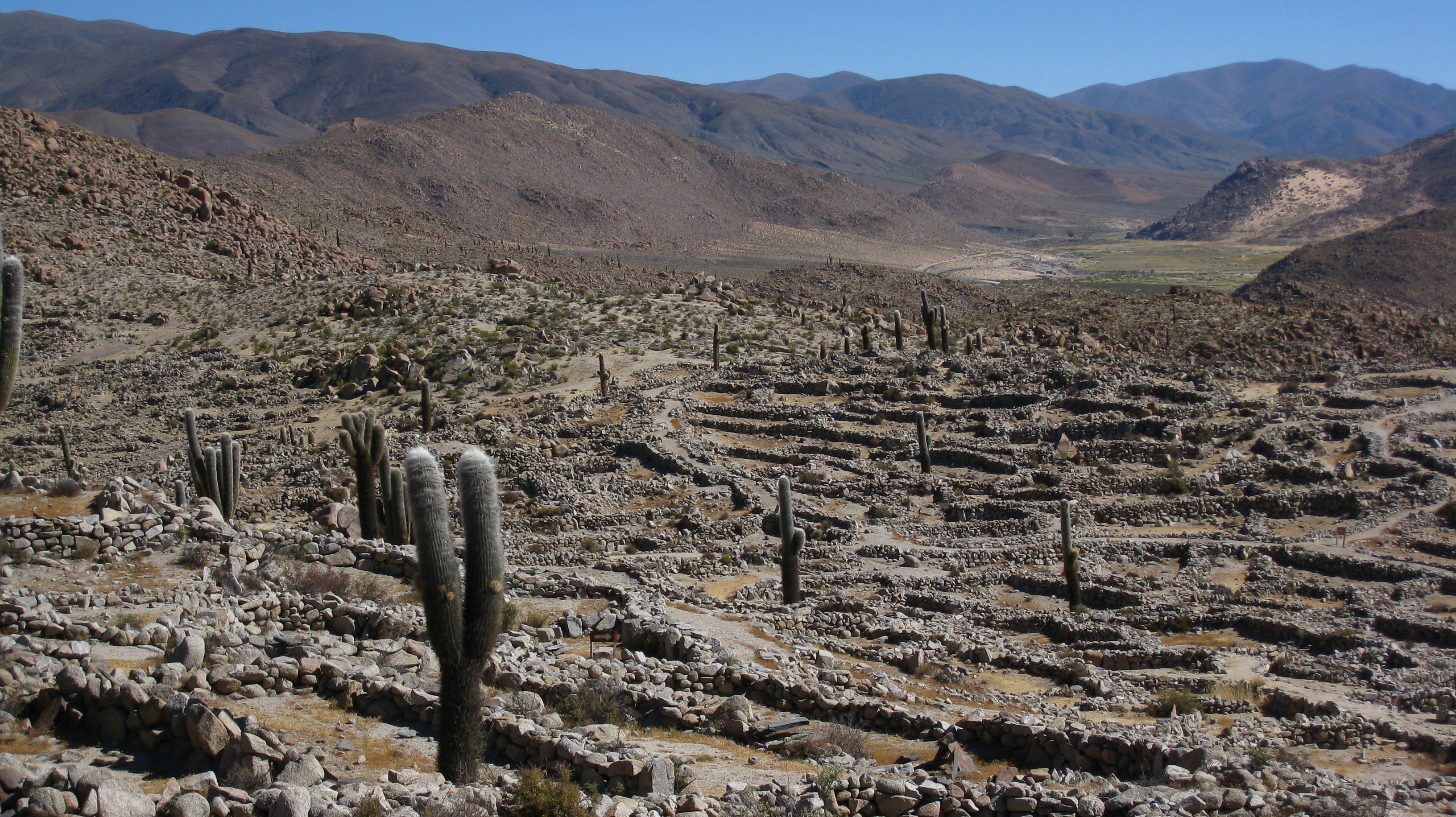
Tastil en la provincia de Salta.

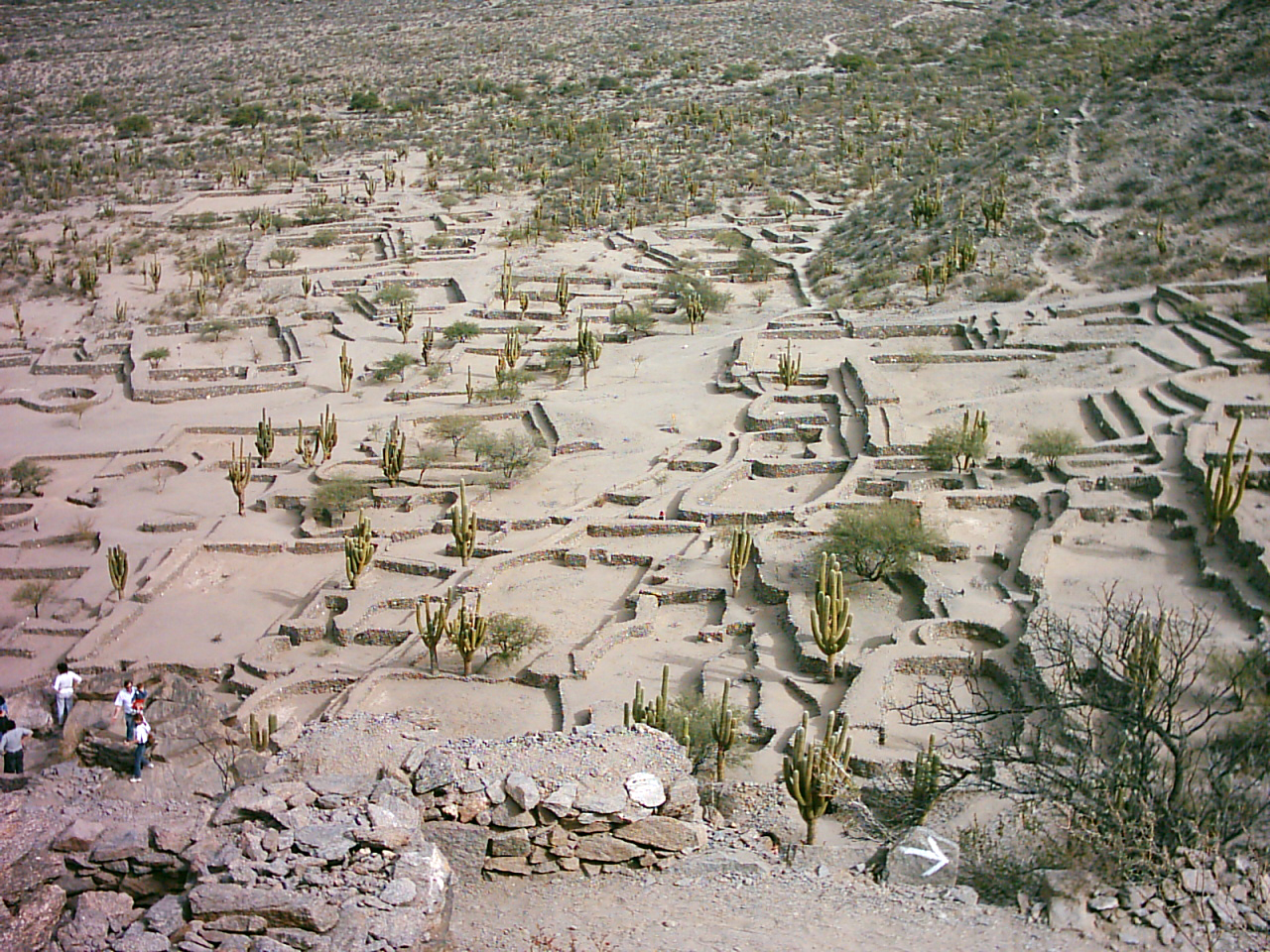
Ruinas de los Quilmes en la provincia de Tucumán.

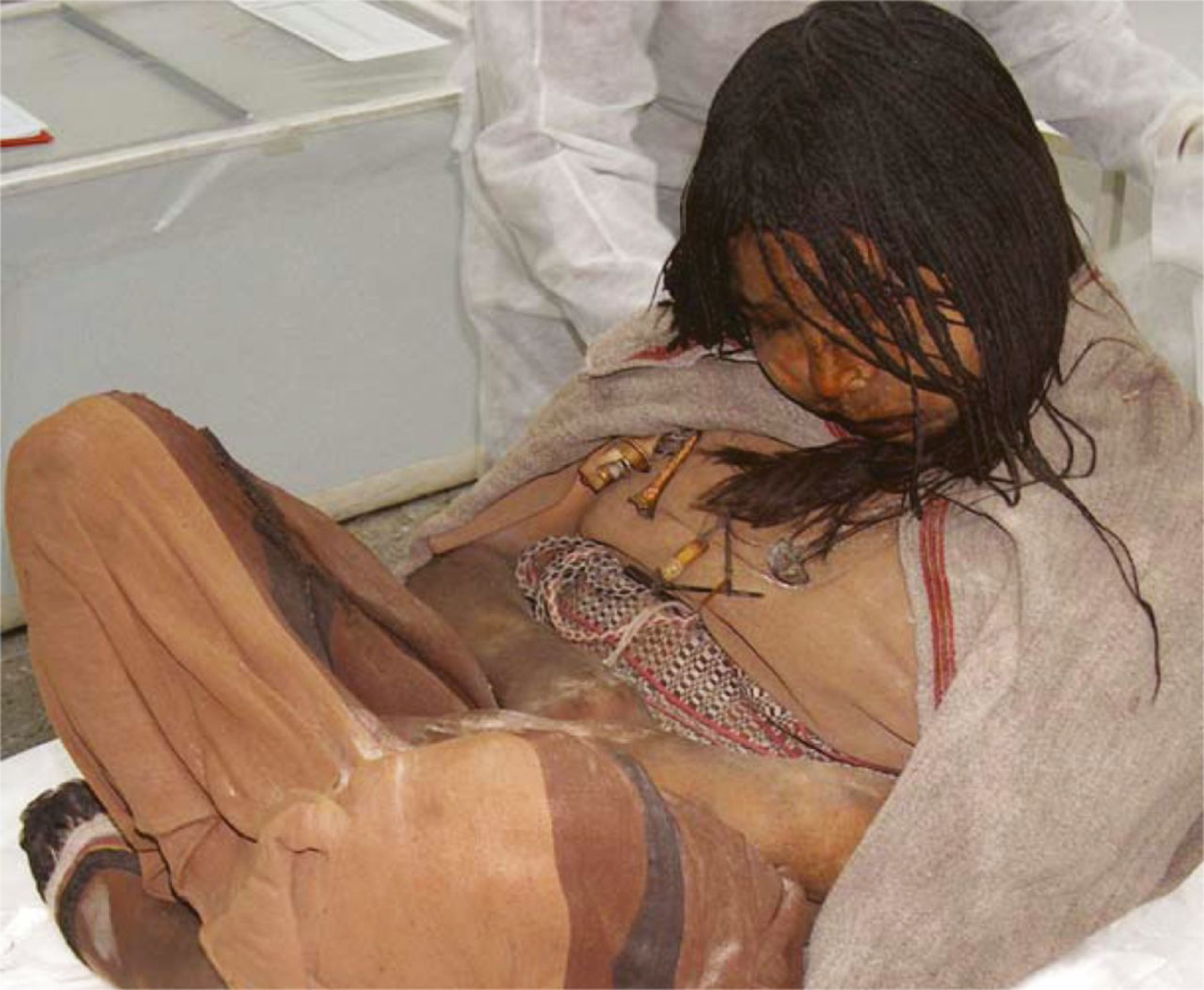
"La Doncella", uno de los tres niños que se encontraron congelados (liofilizado) como ofrenda inca en la cima del volcán Llullaillaco.

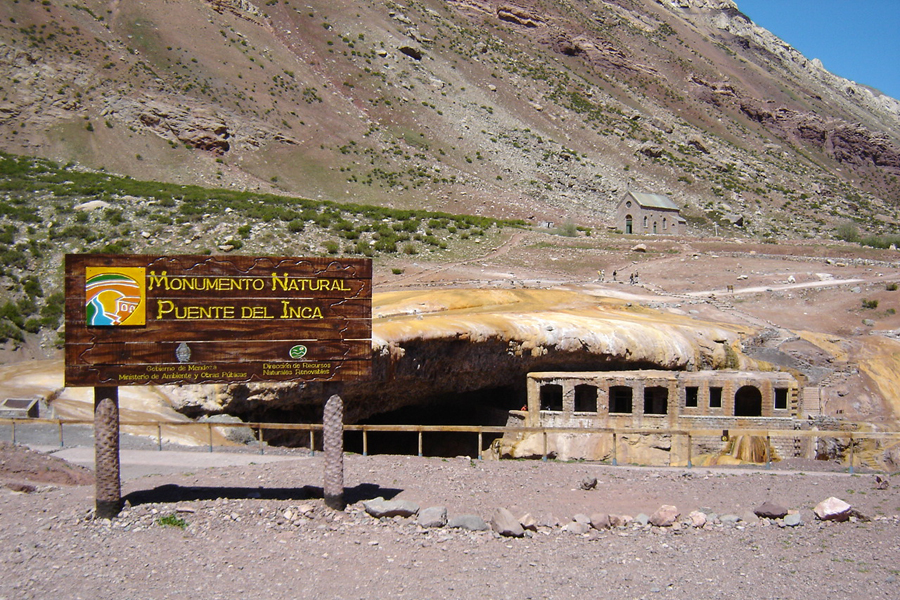
Entrada al monumento natural Puente del Inca en la provincia de Mendoza.

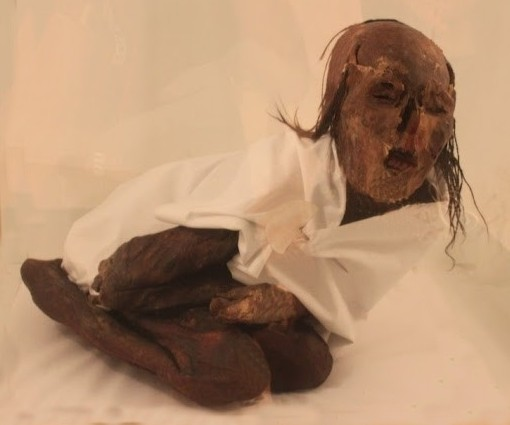
Momia de cerro Chuscha en la provincia de Salta.

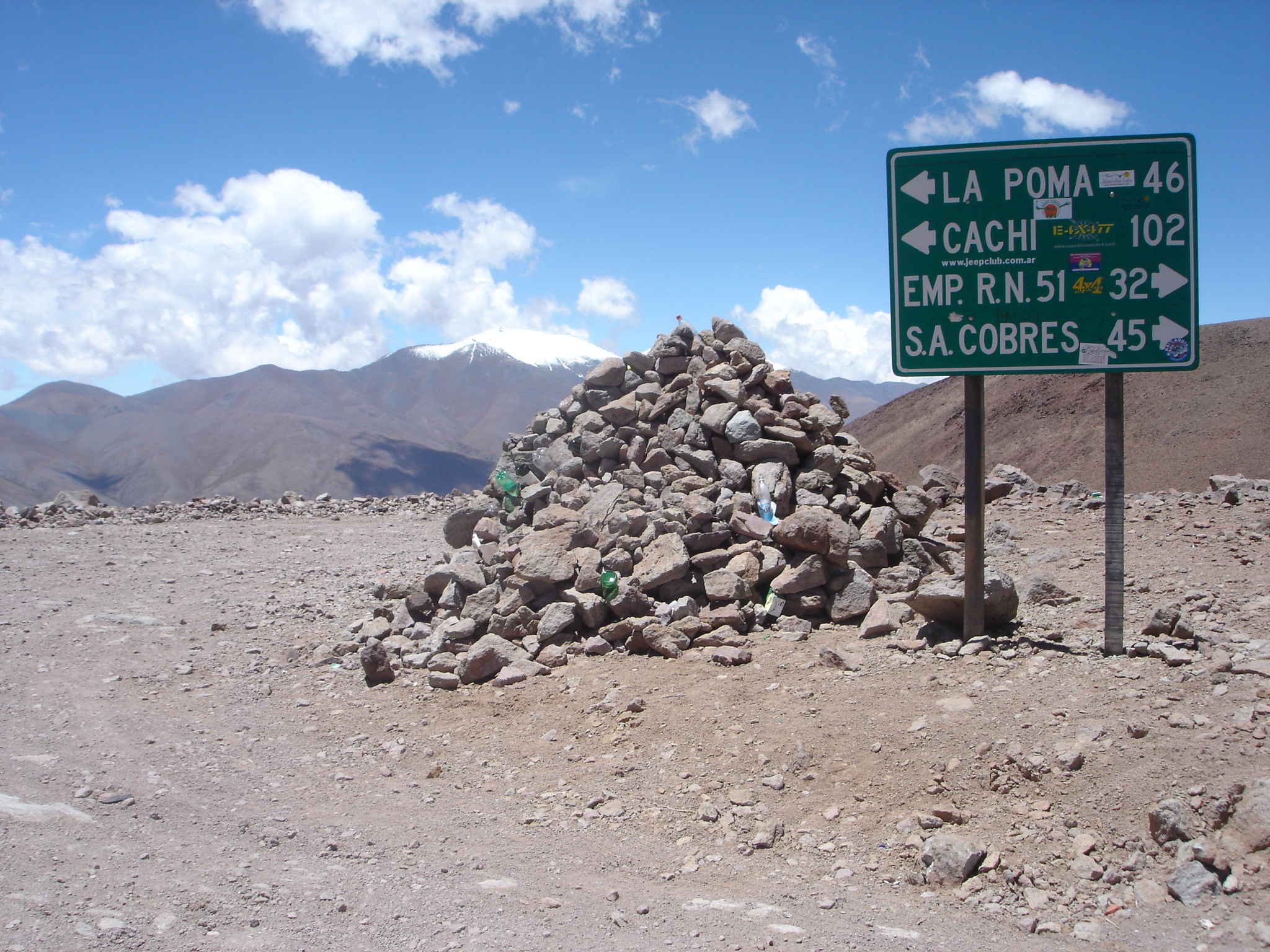
Apacheta en el Abra del Acay en el camino del inca a 5061 Paso de montaña más alto de América en la provincia de Salta.

Los incas utilizaron construcciones preexistentes, pero también construyeron centros agrícolas y de producción de tejidos, asentamientos, depósitos (collcas), postas (tambos), fortalezas (pucarás) y numerosos santuarios en lo alto de las montañas en donde realizaban sacrificios humanos, especialmente de jovencitas y de niños tal como lo demuestran las momias de Llullaillaco como forma de asimilación del noroeste argentino. Entre esos santuarios de altura han sido identificados enterratorios en los cerros Chañi (a 5900 m s. n. m.), Chuscha (a 5200 m s. n. m.), El Toro (a 6150 m s. n. m.), Quehuar (a 6100 m s. n. m.), Aconcagua (a 5300 m s. n. m. en la Pirámide del Aconcagua) y Llullaillaco (a 6720 m s. n. m.).
En Argentina los investigadores han localizado numerosos sitios incaicos. Entre los establecimientos incaicos en ruinas más importantes en Argentina, se encuentran el Potrero de Payogasta en Salta, la Tambería del Inca en La Rioja, el pucará de Aconquija y el Shincal de Londres, ambos en Catamarca, el pucará de Tilcara en Jujuy y las ruinas de Quilmes en Tucumán, la mayoría de las cuales eran preincaicos y fueron organizados en una red urbana dentro de su imperio, estableciendo en ellos puestos de control militar.

### Camino del Collasuyo
Los incas construyeron una red de caminos peatonales recorridos por chasquis, que son conocidos como el camino del Inca, Qhapaq Ñan (significa en quechua camino del rey) o Incañán, que atravesaban el Tahuantinsuyu desde Pasto en el extremo sur de Colombia hasta Uspallata en la provincia de Mendoza y Santiago de Chile, conectando con la capital incaica, la ciudad del Cuzco. Desde el 25 de junio de 2014 el camino del Inca está listado como Patrimonio de la Humanidad por la Unesco. Los caminos tenían en general un ancho de entre 3 y 5 metros en las llanuras y se hacían en línea recta si el terreno lo permitía, despejándolo de obstáculos. En el área de Famatina en La Rioja se descubrió en 2017 un sector del camino con 12 metros de ancho.
Desde la Plaza de Armas del Cuzco o Aucaypata partían los caminos hacia los 4 suyos o regiones del Incanato. El camino del Collasuyo era parte del camino de la Sierra y seguía la actual Avenida El Sol del Cuzco y luego de salir de la ciudad se dirigía hacia el lago Titicaca, donde en el pueblo de Ayaviri el camino se subdividía en dos ramales que rodeaban el lago, el camino del Urcosuyo al occidente y el del Umasuyo al oriente. Del primero se desprendían ramales hacia el camino troncal de la costa del océano Pacífico en dirección a Chile por el desierto de Atacama. Ambos ramales principales atravesaban Bolivia en dirección sur hasta reunirse en Tupiza e ingresar en Argentina por Calahoyo tras recorrer el valle de Talina. Desde Tupiza un ramal secundario ingresaba en Argentina cerca de La Quiaca para recorrer la quebrada de Humahuaca, pasar por la capital incaica de Tilcara y por el valle de Lerma, desde donde enlazaba con el ramal principal. Este último recorría la Puna de Jujuy pasando a la provincia de Salta por el abra del Palomar. Seguía hacia los valles Calchaquíes pasando por las capitales incaicas de Chicoana y de Tolombón en la provincia de Salta. Un ramal a Chile se desprendía luego de La Paya en dirección al desierto de Atacama en donde enlazaba con el camino de la Costa. Tras atravesar un pequeño sector de la provincia de Tucumán en el que se encuentran las ruinas de Quilmes, ingresaba en la provincia de Catamarca por Fuerte Quemado en el valle de Yocavil o de Santa María, siguiendo por el Campo Arenal y el valle de Hualfín para alcanzar el Shincal de Quimivil. En la zona de Tinogasta se desprendía un ramal hacia el valle de Copiapó en Chile, cuyo paso cordillerano no está aclarado pero que el consenso actual señala que es el paso de Come-Caballos. Luego de ingresar en la provincia de La Rioja se dirigía al valle de Antinaco para pasar por la capital incaica de Tambería del Inca en Chilecito y torcer luego hacia el oeste por la cuesta de Miranda a través de la sierra de Famatina. Ingresaba en la provincia de San Juan por donde lo hace el río Bermejo o Vinchina y se dirigía por un paso no aclarado hacia el río Jáchal, torciendo hacia el sur por los valles precordilleranos de Iglesia y Calingasta. Ingresaba en la provincia de Mendoza por la ciénaga de Yalguaraz en dirección al valle de Uspallata, desde donde seguía por el río Mendoza hacia el paso de Uspallata para cruzar la cordillera de los Andes y desembocar en Chile en el valle de Aconcagua. El ramal desde Calahoyo al paso de Uspallata recorría 1500 km y de él se desprendían caminos secundarios en todo el recorrido.
En la carta que el oidor de la Real Audiencia de Charcas licenciado Juan de Matienzo envió al rey de España con fecha 2 de enero de 1566 se mencionan los tambos que había en el camino del Inca por la puna de Jujuy y Salta y los valles Calchaquíes, de norte a sur:

De alli a Calahoyo, tambo real de Inca despoblado, cinco leguas, y hay alrededor junto a este tambo pueblos de indios chichas bien cerca, que pueden servir en el tambo, como servian en tiempo del Inca.
 De alli a Moreta, pueblo de indios chichas, y tambo del Inga, hay siete leguas.
 De alli a Casavindo el Chico, tambo del Inga, y junto a el hay indios encomendados en Martin Monje, vecino de la cibdad, son seis leguas y media.
 De alli a Tambo del Llano hay jagüeyes de buena agua y mucha, son cinco leguas y media. Quedan en medio Los Tambos grandes de Casavindo; es despoblado y hay pueblos de indios muy cerca.
 De alli al Rincon de las Salinas, cuatro leguas buenas; es despoblado.
 De alli al Tambo de Moreno hay ocho leguas; es por un llano de salinas, buen camino, esta despoblado y cerca indios.
 De alli a Los Tambos de Buena Yerba, que por otro nombre llaman La Cienaga Grande, hay seis leguas y esta despoblado.
 De alli al pie del puerto que se pasa para entrar en el valle de Calchaqui, tambo del Inga, hay cinco leguas.
 De alli por la manana se pasa el puerto al Tambo de la Paloma, cuatro leguas, que no hay otra cosa que no sea muy llana, y esta lo es tambien.
 De alli a Pascaoma, pueblo de indios de Galchaqui, ques el que ahora esta alzado, hay seis leguas.
 De alli a Chicuana, pueblo de Calchaqui, otras seis leguas.
 De alli a Guxuil, pueblo de indios, cuatro leguas.
 De alli a Angostaco, pueblo de indios, cuatro leguas.
 De alli a la cibdad de Cordova, que solia ser de espanoles, questa ahora despoblada por el alzamiento de Calchaqui, ques en los diaguitas, seis leguas.
 De alli a los Talombones, pueblo de indios, cinco leguas.
 De alli a los Tambos de la Cienaga, cuatro leguas.
 De alli se aparta el camino del inga para la cibdad de Londres, y de alli para Chili, por la Cordillera de Almagro, que dicen, sobre la mano derecha; y sobre la izquierda se toma el camino para Canete y Santiago del Estero, ques metiendose hacia los llanos del Rio de la Plata.
 De los Tambos de la Cienaga, la primera jornada es a Gualaqueni, ques pueblo de indios, y hay tres leguas, y adelante, tamberia del Inga, una, que son cuatro leguas.
 De alli a la boca de la quebrada, entrada de los Andes de Tucuman, cinco leguas. Esta quebrada se puede huir y hay ya descubierto otro camino.
 De alli a la cibdad de Canete, pueblo de espanoles, nueve leguas, las siete son por la quebrada abajo, donde salen muchos brazos de rios y es el nacimiento del rio del Estero, que entra en el Rio de la Plata. Repartese esto en dos jornadas, cada uno como las quiere tomar, porque en todas partes hay buena dormida.

### En la provincia de Jujuy
En la provincia de Jujuy el ramal principal del camino del Inca ingresaba en Argentina desde el valle del río Talina por Calahoyo (22°01′38″S 65°50′43″O / -22.02722, -65.84528) a 3625 m s. n. m., pueblo ubicado a ambos lados de la línea fronteriza con Bolivia, y cuyo tambo de Calahoyo fue localizado en el pueblo a unos 100 m al sur de la frontera con partes del camino principal. El camino atravesaba Jujuy en dirección general norte sur siguiendo por Cieneguillas, oeste del cerro Médanos y este del cerro Coriloma al oriente de la laguna de Pozuelos. La ubicación del tambo de Moreta es disputada, para algunos investigadores se trataría de las ruinas que se encuentran a la salida oriental del abra de Moreta junto a la ruta provincial 7 al este de Carahuasi (22°30′39″S 65°53′12″O / -22.51083, -65.88667). El camino llegaría allí por el faldeo bajo occidental de la sierra de Cochinoca. Otras fuentes ubican el tambo en las ruinas ubicadas a un km al sur de paraje El Rodeo (22°18′27″S 65°55′12″O / -22.30750, -65.92000), cuya ubicación sería en línea con el camino. El sitio incaico principal del área es el pucará de Rinconada (22°34′12.37″S 66°06′52.26″O / -22.5701028, -66.1145167), ubicado a unos 16 km al oeste del camino principal.
El camino pasaba luego la sierra de Cochinoca por el abra del Campanario o Queta Grande en el lado sur del cerro Campana, y luego ingresaba en la cuenca del río Doncellas pasando por Queta, Candelaria y Tambillos, punto en donde probablemente estaba el tambo de Casabindo el Chico. Matienzo dice que luego estaban los tambos grandes de Casavindo, que correspondería al pueblo de Casabindo, porque el camino llegaría atravesando el abra de la Cruz. Al sur del que se hallaba el tambo del Llano posiblemente entre el paraje de Santa Ana de la Puna y el de Agua Chica sobre el río Tusaquilla. Seguía por entre el borde oeste de la laguna de Guayatayoc y las cumbres del Alfar hasta el Rincón de las Salinas (posiblemente la actual Rinconadillas). Luego por el río de las Burras pasaba cerca de Coraite y alcanzaba Cruznioc en el extremo noreste de las salinas Grandes, que seguía por su lado oriental hasta la zona de Tres Morros. En este punto se separaba un ramal secundario que por el abra de Pives y Huachichocana llegaba a Purmamarca en la quebrada de Humahuaca. Desde Tres Morros el ramal troncal seguía hacia el sur hasta El Moreno, en donde se hallaba el no identificado tambo de El Moreno. Desde allí el camino penetraba en la provincia de Salta.
El ramal secundario que se separaba en Tupiza e ingresaba en Argentina cerca de La Quiaca, recorría la quebrada de Humahuaca, pasando por el tambo de Inca Cueva y el pucará de Tilcara. También enlazaba Los Amarillos. Se conectaba en Purmamarca con el ramal principal y luego de pasar por el sitio de San Salvador de Jujuy en el valle de Jujuy, los llanos de La Almona y San Antonio de Perico, entraba a Salta por el abra de Tres Cruces hacia el valle de Lerma por La Caldera. Desde La Almona un ramal atravesaba el abra de Chañi y enlazaba con el camino principal en la zona de El Moreno. En Humahuaca un ramal se desprendía hacia la serranía de Calilegua, punto de vigilancia de los pueblos del Gran Chaco, atravesando el abra de Zenta en ingresando en Salta por el valle del río San Andrés. Un tramo de este ramal entre Santa Ana y Valle Colorado es aún visible. Otro camino desde el valle de Jujuy pasando por El Carmen entraba a Salta por el arroyo Las Pircas en dirección a Tucumán.

### En la provincia de Salta
En ingreso del camino principal a la provincia de Salta desde El Moreno es discutido por los investigadores que lo sitúan por las cabeceras de los valles Calchaquíes cerca de San Antonio de los Cobres o por las de la quebrada del Toro por el abra del Palomar al oeste del Nevado de Chañi. De acuerdo a esta última hipótesis el tambo de Buena Yerba o de La Ciénaga Grande que menciona Matienzo correspondería a las ruinas incaicas de Punta Ciénaga en la confluencia del arroyo Tres Cruces y con el arroyo Punta Ciénaga. El siguiente tambo se hallaba al pie del puerto de montaña por el que se ingresaba a los valles Calchaquíes, que probablemente sean las ruinas incaicas de El Corralito al sudoeste de Santa Rosa de Tastil. Se han localizado varios posibles caminos entre los dos tambos, siendo el más aceptado el que pasa por Santa Rosa de Tastil. El pueblo preincaico de Tastil -la mayor población precolombina de Argentina- se halla en esta zona y se cree que fue despoblado por los incas hacia 1440. La otra ruta posible es por el Abra del Acay a 5061 m s. n. m., punto más alto de su recorrido y en el que existe un sitio arqueológico incaico con apachetas. Desde El Corralito el camino seguiría por la cuesta de Ingañán y la quebrada de Las Capillas en donde el tambo de la Paloma estaría en el sitio incaico de Las Capillas. Desde allí un camino lateral comunica con La Poma en los valles Calchaquíes y otro con el Potrero de Payogasta (24°49′36.06″S 66°02′39.95″O / -24.8266833, -66.0444306) y las ruinas de Cortaderas, sitio en donde podría hallarse el antiguo pueblo de indios de Pascaoma mencionado por Matienzo. 
Ya en los valles Calchaquíes la ruta alcanzaba luego la capital provincial incaica de Chicoana en el sitio arqueológico de La Paya, pasando por Payogasta y Cachi. Luego iba al pueblo indígena de Guxuil, no localizado aún, pero en las cercanías de Molinos y luego al pueblo de Angastaco y por Tolombón (en donde se hallaba el pueblo de Tolombones que Juan Ramírez de Velazco identificó en 1588 con el asiento de Quirequire, en cuyas ruinas hay un pucará) pasaba a la provincia de Tucumán siguiendo los valles Calchaquíes. En el sitio de La Paya a 12 km al sur de Cachi los restos arqueológicos abarcan 6 hectáreas con murallas de pircas, recintos rectangulares y construcciones circulares, destacando la Casa Morada. Se cree que La Paya fue el asiento del wamani de Chicoana. El Potrero de Payogasta ocupa una superficie de 10 hectáreas, destacando la estructura denominada Kallanka. Desde allí un tramo del camino se dirige a los Graneros de La Poma. En Angastaco se encuentra un fuerte incaico de considerable tamaño: el pucará de Angastaco.
El ramal de la quebrada de Humahuaca que entraba en Salta por La Caldera atravesaba todo el valle de Lerma hasta Guachipas pasando por la ciudad de Salta. Desde el valle de Lerma 3 ramales comunicaban con el camino troncal al oeste, de norte a sur: uno por la quebrada del Toro (antes llamada quebrada del Perú), que partiendo desde la actual Campo Quijano alcanzaba el camino principal en Tastil pasando por Incahuasi (en la quebrada de Incamayo, en donde hay un asentamiento incaico de 8 ha en el que destaca la Silla del Inca); otro por la quebrada del Escoipe, que es visible en gran parte, desde el pueblo de Chicoana pasando por la serranía del Candado hasta Cachipampa, en donde se trifurcaba comunicando al norte con el Potrero de Payogasta, al sur con Seclantás, y al este por la recta del Tin Tin con Payogasta; y el tercero por la quebrada de las Conchas desde Guachipas a Cafayate atraviesa las serranías de Carahuasi y sale en el paraje Las Ventanas, a pocos kilómetros de Cafayate. En este camino aún puede verse en un tramo junto a la ruta nacional n.° 68. El camino desde el valle de Jujuy que entraba a Salta por el arroyo Las Pircas seguía desde el área del El Bordo en dirección a Tucumán pasando por Metán y Rosario de la Frontera. Fue transitado por Nicolás de Heredia en la Entrada de Diego de Rojas al Tucumán.
El santuario de altura inca del volcán Llullaillaco a 6739 m s. n. m. es el sitio arqueológico más alto del mundo. Allí en 1999 fueron halladas las 3 Momias de Llullaillaco. El acceso al sitio era realizado por tres caminos, partes de los cuales están aún en buen estado, dos de ellos al oeste y al norte y desde el lado chileno comunicaban con el camino troncal de la costa y se unían en un tambo ubicado a 5200 m s. n. m. El otro camino desde el lado argentino ascendía desde el sureste proveniente del salar del Llullaillaco y comunicaba con el camino principal.

### En la provincia de Tucumán
El camino principal entraba en la provincia de Tucumán desde Tolombón hasta los Tambos de la Ciénaga señalados por Matienzo, posiblemente ubicados en el sitio llamado Bañado al sur de Colalao del Valle. Desde allí el camino principal seguía hacia Fuerte Quemado en Catamarca y otro ramal se bifurcaba hacia el pueblo de indios de Gualaqueni (posiblemente Amaicha del Valle) y la tambería del Inga señalada por Matienzo. Luego de pasar el Abra del Infiernillo a 3042 m s. n. m. el camino finalizaba en el valle de Tafí o bajaba a los llanos por la quebrada del Portugués.
En la provincia de Tucumán se halla el sitio arqueológico de Ciudacita (27°10′51.02″S 66°00′23.20″O / -27.1808389, -66.0064444) a 4200 m s. n. m. en las sierra de Aconquija. Un ramal del Camino del Inca se desprende desde Punta de Balasto hacia el Puesto El Tesoro, en donde una antigua leyenda dice que se ocultó una cadena de oro del rescate del inca Atahualpa cuando fue secuestrado por Francisco Pizarro. Desde allí el camino asciende hasta las ruinas incaicas de Las Pirquitas a 4000 m s. n. m., supera el Paso de Inca a 4800 m s. n. m. en el filo de los nevados del Aconquija, y llega a Ciudacita.

### En la provincia de Catamarca
El ramal principal del camino del Inca ingresaba en la provincia de Catamarca por Fuerte Quemado, en donde se halla un pucará (26°37′51.17″S 66°03′9.72″O / -26.6308806, -66.0527000). Continuaba por el valle de Santa María y por el valle de Yocavil alcanzando el tambo de Punta de Balasto (26°58′47.59″S 66°09′18.94″O / -26.9798861, -66.1552611). Desde allí el camino se dividía, el ramal principal seguía por el Campo Arenal hacia el valle de Hualfín, donde se emplaza el centro metalúrgico de Quillay. Otro camino ascendía los nevados de Aconquija hacia Ciudacita y otro ramal iba hacia la mina Capillitas. Desde Capillitas seguía hacia Andalgalá, desde donde es posible que alcanzara el pucará de Aconquija (27°42′31.21″S 65°59′51.60″O / -27.7086694, -65.9976667).
Desde el valle de Hualfín el camino seguía hacia el Shincal de Quimivil, desde donde el camino seguía por la sierra de Zapata hasta el río El Tambillo, en donde se hallan las ruinas del Tambillo Nuevo (27°48′25.2″S 67°17′25.5″O / -27.807000, -67.290417). El camino es parcialmente visible en el área y continúa por el valle del río hasta la cuesta de Zapata, desde donde sigue hacia Tinogasta. En esta zona se desprendía un ramal hacia el valle de Copiapó en Chile, cuyo paso cordillerano no está aclarado, pero es posible que pasara por el sitio arqueológico incaico de Batungasta (Watungasta) y el paso de San Francisco.
Shincal 27°40′S 67°10′O / -27.667, -67.167, a unos 6 km al noroeste de la pequeña ciudad de Londres, es el sitio arqueológico incaico más grande de Argentina, aunque existen vestigios preincaicos que indican al Shincal como un asentamiento poblado por los diaguitas y se encuentran rastros de la cultura Belén. Tiene una planta de 24 hectáreas, con una plaza central con un ushnu (pequeño montículo piramidal símbolo del poder incaico), y un centenar de edificaciones tales como diversos depósitos (kollkas y tampus) así como una especie de importante cuartel con viviendas de pirca (paredes de piedra) del tipo kallanka, tales pabellones rectangulares parecen haber servido tanto como habitaciones comunales tanto como fábricas (en especial, textiles); se encuentran asimismo restos de murallas también de pirca. El pucará de La Alumbrera es un sitio arqueológico ubicado a 8 km de Antofagasta de la Sierra en el norte de Catamarca, existiendo también el sitio arqueológico de Incahuasi en el salar de Hombre Muerto, lugar de explotación de oro.

### En la provincia de La Rioja
El ramal principal del camino del Inca ingresaba en la provincia de La Rioja por Alpasinche en el departamento San Blas de los Sauces. En esta zona, se halla el Pucará de Hualco (28°29′32.21″S 67°06′48.03″O / -28.4922806, -67.1133417) cerca de Schaqui. Se dirigía luego hacia la zona de Pituil en el departamento Famatina. Seguía hacia el sur por el valle entre la sierra de Velasco y la sierra de Famatina en dirección a Tamberías del Inca (29°08′53.74″S 67°30′34.07″O / -29.1482611, -67.5094639) en Chilecito en el departamento Chilecito. En opinión de Alberto Rex González, compartida por otros historiadores, Por su tipología jerárquica, este sitio debió ser el centro administrativo de la región minera del Famatina y aledaños y el posible asentamiento del curacazgo de toda la ‘provincia’ austral. En la sierra de Famatina existen santuarios de altura en las cumbres de los cerros Negro Overo (5791 m s. n. m.) y General Belgrano (6097 m s. n. m.), los tambos de Chilitanca (28°48′50.45″S 67°43′26.51″O / -28.8140139, -67.7240306) y de Pampa Real (28°54′42.55″S 67°47′38.51″O / -28.9118194, -67.7940306) y unos 30 km visibles de camino desde Corrales hacia el occidente. La Fortaleza del Cerro del Toro (28°59′40.86″S 68°10′12.16″O / -28.9946833, -68.1700444) cerca de Villa Castelli contiene vestigios de ocupación inca.
El camino sigue a Sañogasta, desde donde atraviesa la sierra de Famatina por la quebrada del río Miranda, la cuesta de Miranda y por la quebrada del río del Puerto desemboca en el departamento Coronel Felipe Varela pasando por Los Tambillos (sitio de un posible tambo) y la ladera oriental de la sierra de Sañogasta hacia Aicuña. Es este sector el camino del Inca es visible en algunos tramos de cornisa al norte de la ruta nacional 40. Desde allí el camino se bifurca, el principal se dirige al Paso del Lámar, siendo visible el camino 1 km al sur de Pagancillo, ingresando en la provincia de San Juan previa escala en el Tambillo de Río Bermejo. La bifurcación del camino lleva a Villa Unión (en donde hay vestigios de un posible tambo en río del Pantano) y luego a Guandacol, cerca de donde se encuentran las ruinas de la Tambería de Guandacol (29°32′34″S 68°34′12″O / -29.54278, -68.57000). Al Paso del Lámar converge otro camino que va hacia el norte por el tambillo de Río Bermejo, en la frontera de La Rioja y San Juan, siguiendo el río Vinchina o Bermejo por Villa Unión, Villa Castelli en el departamento General Lamadrid y Villa San José de Vinchina en el departamento Vinchina, en donde de vincula con vías hacia el este, norte y oeste. 
Desde San José de Vinchina hacia el oeste el camino del Inca sigue por la quebrada de la Troya hacia Jagüé. Luego sigue por la quebrada El Peñón hasta la laguna Brava en la reserva provincial Laguna Brava. El Tambo de Laguna Brava se encuentra a 4298 m s. n. m. en la costa occidental de la laguna Brava al pie del cerro Don Mario. Estructuras incaicas existen en las cimas de los cerros Don Mario, Pilar y Morado, cercanos a la laguna. El camino pasa por otros tambos en la zona en lagunita Verde, Mudaderos y el río Tamberías. Desde la laguna Brava se tiene acceso al cráter Corona del Inca y al santuario de altura en la cumbre del volcán Veladero y a otros santuarios en los cerros Fandango y Azul, así como también al Paso de Pircas Negras que conduce a Copiapó y al río Blanco que enlaza con San Guillermo en San Juan.

### En la provincia de San Juan
El ramal principal del camino del Inca ingresaba en la provincia de San Juan desde la provincia de La Rioja por el Paso del Lámar en el departamento Jáchal y desde allí se dirigiría probablemente hacia el valle de Huaco. Seguiría luego por la quebrada del río Huaco hacia San José de Jáchal, desde donde seguiría el río Jáchal hasta Rodeo en el departamento Iglesia. En la zona de Pismanta (cuyos baños termales son conocidos como Termas del Inca) enlazaría con el ramal hacia Angualasto y la zona de la reserva de la biosfera San Guillermo y por el sur seguiría hacia Bella Vista. Con tramos todavía existentes el ramal principal sigue hacia Tocota y pasa al departamento Calingasta por tramos reconocibles hasta Villa Nueva. Desde allí continuaría por Calingasta, Tamberías, Barreal y por el parque nacional El Leoncito ingresando a la provincia de Mendoza en la ciénaga de Yalguaraz.
La Tambería de Calingasta ubicada en la localidad de Tamberías fue un tambo cuyas ruinas son hoy inexistentes, pero que fueron mencionadas por Domingo Faustino Sarmiento en Facundo o civilización y barbarie en las pampas argentinas (1845) y Recuerdos de provincia (1850) y por Benjamín Vicuña Mackenna en 1856 como una ciudad considerable.
El investigador Salvador Debenedetti en 1915 identificó las ruinas incaicas de la tambería del Paso del Lámar (29°43′36″S 68°19′02″O / -29.72667, -68.31722, por donde el río Paganzo ingresa en San Juan), del tambo de Tocota (30°39′26″S 69°25′37″O / -30.65722, -69.42694), la tambería de Barreal (departamento de Calingasta, actualmente destruida) y el enterratorio incaico de Barrealito (sobre la margen izquierda del río Calingasta). En 1957 y 1968 fueron halladas estatuillas antropomorfas y cerámica incaica en la cumbre del cerro Las Tórtolas a 6160 m s. n. m. Otros santuarios de altura fueron descubiertos en 1969 en la cumbre del cerro Tambillos y 1972 en la cumbre del cerro Mercedario. Fue identificada también una instalación incaica en Bauchaceta y otra en la quebrada de Conconta. Desde 2007 se ha agregado a la lista también el tambillo de Gualcamayo en la base del cerro Tamberías, que sugiere una ruta alternativa desde el Paso del Lámar hacia San José de Jáchal por el portezuelo de Tamberías y la quebrada Amarilla.
En 1964 fue hallada la momia del Cerro El Toro en la cumbre de ese cerro a 6168 m s. n. m. Como consecuencia de ese descubrimiento el arqueólogo Juan Schobinger exploró la zona de San Guillermo al norte del departamento de Iglesia identificando instalaciones incaicas menores en los sitios La Paila, río Tambos, paso Valeriano, Pircas Negras y La Alcaparrosa. El bien conservado tambo de Los Sapitos fue ubicado a 3123 m s. n. m. en la confluencia del río Santa Rosa con el Blanco. Un nexo hacia San Guillermo es la tambería de Angualasto. En 1984 se realizó una exploración intensiva de la zona de San Guillermo confirmándose la existencia de los tambos de La Paila, río Tambos Aguas Arriba y río Tambos Confluencia, La Gloria, Pircas Negras, Pircas Blancas, Huesos Quebrados, Santa Rosa, La Alcaparrosa y otras instalaciones menores, que fueron utilizados para la caza de vicuñas salvajes y enlazarían por pasos cordilleranos con Copiapó en Chile.
En la década de 1970 fueron identificados los tambos de La Ciénaga de Gualilán o de Agua del Médano y de La Dehesa o Punta del Agua en el departamento Ullum. En un documento de 1617 se menciona: 

En el Asiento y tierras del Azequion Junto aun serrillo q parece aver sido fuerte del Inga y de vn manantial q alli junto esta

 Lo que hace suponer que existió un tambo en El Acequión cerca del límite con Mendoza. Estos descubrimientos apoyan la hipótesis de que un ramal del camino del Inca atravesaba el centro de San Juan en dirección a la ciénaga de Yalguaraz, pero no se ha confirmado en el terreno.
El arqueólogo J. R. Bárcena investigó en 1977 el sitio de Lomas Bayas en El Leoncito que señaló como instalación incaica en el camino entre Barreal y el sitio de Yalguaraz en Mendoza. En 2011 investigaciones satelitales y de terreno confirmaron la existencia de 26 km del camino del Inca entre Tocota y Villa Nueva y descubrieron construcciones asociadas en el sitio que llamaron Caminca 5.
Existen indicios que muestran que los incas utilizaban varios portezuelos para cruzar los Andes hacia Chile: el paso de la Mina de Sal o Tambo (cerca del río de los Tambos); el paso Valeriano hacia el valle de Huasco y el cerro El Toro (cerca del río Las Taguas); el paso de Las Tórtolas hacia el valle de Elqui y cerro de Las Tórtolas; y los pasos de Agua Negra y del Portillo en Calingasta (en las nacientes del río Castaño). Existe también un santuario de altura en el Nevado de los Tambillos en el parque nacional San Guillermo. 

### En la provincia de Mendoza
En la provincia de Mendoza el camino del Inca recorre el departamento Las Heras y se encuentra visible en su mayor parte como una línea de tramos rectos entre la ciénaga de Yalguaraz (en donde hay un sitio arqueológico inca descripto en 1977 por J. Bárcena) en el límite con San Juan hasta la zona de San Alberto cerca de Uspallata. En este sector se hallan las ruinas del tambo de Tambillos (32°23′03″S 69°23′29″O / -32.38417, -69.39139) sobre la ruta nacional 149. Posteriormente hasta el paso de Uspallata hacia Chile en la cordillera de los Andes el camino se confunde en gran parte con la ruta nacional 7 y continúa del lado chileno en los sitios laguna del Inca, Tambillos de la Calavera y tambo de Ojos de Agua. El obispo Reginaldo de Lizárraga (1545-1615) en su Descripción breve de toda la tierra del Perú, Tucumán, Río de la Plata y Chile menciona que siguió el camino del Inca cuando viajaba de Mendoza a Santiago de Chile confirmando que pasaba por el paso de Uspallata:

... encontramos a mano derecha el camino Real del Inga; dejelo a mano derecha antes de llegar a Salta siete o ocho jornadas, y a la misma mano le hallé, el cual vamos siguiendo casi hasta Santiago de Chile...

En las cercanías de Uspallata están las ruinas del tambo de Ranchillos (32°36′21″S 69°28′06″O / -32.60583, -69.46833), el mayor tambo incaico de la provincia, que se presume pudo haber sido un centro administrativo inca. En el valle de Uspallata en el cajón del río Mendoza se hallan las ruinas del tambo de Tambillitos (32°45′01″S 69°35′04″O / -32.75028, -69.58444). 
Benjamín Vicuña Mackenna en su obra publicada en 1856 Pájinas de mi diario durante tres años de viajes: 1853, 1854, 1855 dice haber visitado:

Estos tambillos están situados uno como hemos dicho en la embocadura del rio de los Ranchillos, que debe su nombre a los vestijios de una numerosa tamberia de pequeños ranchos que se encuentra a orillas del mismo torrente una legua hácia la derecha del camino, i el otro en la Punta de las Vacas. Del opuesto lado se ve también el Tambillo de la Calavera.

En el contrafuerte del cerro Aconcagua llamado Pirámide del Aconcagua (32°41′20″S 70°02′02″O / -32.68889, -70.03389) se encuentra un enterratorio inca o santuario de altura a 5200 m s. n. m. en donde fue hallado el niño del Aconcagua en 1985. En la cumbre del cerro Penitentes a 4260 m s. n. m. (32°52′41″S 69°52′27″O / -32.87806, -69.87417) se encuentran las ruinas de otro santuario inca de altura. En el parque provincial Aconcagua están las ruinas del tambillo de Confluencia (32°45′18″S 69°58′19″O / -32.75500, -69.97194), punto de apoyo al santuario del Aconcagua. El Puente del Inca es un monumento natural sobre el río Las Cuevas (32°49′35″S 69°54′40″O / -32.82639, -69.91111) que está asociado a leyendas incaicas. Cerámica incaica fue encontrada en Punta de Vacas y en sitios arqueológicos alrededor de Uspallata: Potrero de La Chanchería, Potrero Las Colonias, Agua de la Cueva, Agua Amarga y Odisa.
La corriente general sitúa la frontera sur del Imperio incaico en el río Mendoza, sin embargo existe la hipótesis de que se extendió hasta el río Diamante, llegando incluso a la ciudad de Mendoza, pero las pruebas que la sustentan son muy débiles y se cree que a esos lugares pudieron llegar los ejércitos incas sin establecerse.

## Mitimaes
Las regiones chichas el suroeste de Bolivia fueron conquistadas por los incas en tiempo de Túpac Yupanqui hacia 1478, tras esto se cree que algunos chichas fueron trasladados como mitimaes a repoblar territorio del actual Ecuador tras la conquista de Reino de Quito por parte de los incas. Otros grupos chichas fueron enviados como mitimaes a territorios que hoy son parte de Argentina, como la Puna de Atacama, los valles Calchaquíes y la quebrada de Humahuaca. Estos mitimaes sirvieron como fuerza de trabajo y como barrera contra pueblos belicosos del Chaco, entre ellos los chiriguanos. La política de mitimaes comenzó la fusión de etnias que dio lugar posteriormente al conjunto kolla en territorio argentino, al mixogenizarse con omaguacas, atacameños, diaguitas y otros pueblos.

## Wamanis en Argentina
Aunque no está claro si en el Imperio incaico existieron jurisdicciones territoriales a la manera de como hoy las entendemos, las crónicas españolas mencionan provincias incaicas por las cuales pasaron los conquistadores en el actual territorio argentino. Habitualmente se las denomina hoy con la palabra aimara wamani y según Alberto Rex González fueron al menos cuatro:
- Humahuaca, con probable cabecera en Tilcara, llegando por el norte hasta Talina en el sur de Bolivia. Habitada por mitimaes chichas.
- Chicoana o Sikuani, habitada por los pulares, se extendía por el piso de Puna de Atacama y la parte septentrional de los valles Calchaquíes hasta cerca de Seclantás y abarcaba probablemente desde las Salinas Grandes de Jujuy y Salta hasta el sur de La Paya en Salta, donde estaba su capital la antigua Chicoana. Incluía también el valle de Lerma.
- Quire-Quire o Kiri-Kiri, que comprendía el resto de los valles Calchaquíes comenzando en Pompona (hoy La Angostura), todo el valle de Santa María y los valles de Andalgalá, Hualfín y Abaucán hasta el norte de la provincia de La Rioja. Habitada por calchaquíes y yocaviles y por un gran número de mitimaes, tenía dos asientos principales en Shincal y en Tolombón, siendo esta última su más probable capital.
- Cuyo o Kuyun fue la más meridional, probablemente se extendía desde La Rioja hasta las montañas del Cordón del Plata, alcanzando el cerro Tupungato en Mendoza. Su centro principal parece haber sido la Tambería del Inca en Chilecito. Otras opiniones creen que quizás formaba parte de la provincia de Chile o Chili.[83][84]

Algunos historiadores creen que existió otra provincia: Tucma o Tucumán, que habría comprendido los valles orientales y las sierras subandinas. Se basan en los Comentarios reales de los incas de Inca Garcilaso de la Vega, publicados en 1609, pero que otros historiadores como Adán Quiroga lo rechazan:

Estando el Inca en la provincia de Charca, vinieron embaxadores del reino llamado Tucma, que los españoles llaman Tucumán, que está dozientas leguas de los Charcas, al sueste (...) los curacas de todo el reino Tucma, envían á suplicarte, hayas por bien de recebirlos dehajo de tu imperio, y permitas que se llamen tus vasallos...

La Historia general y natural de las Indias, islas y tierra firme del mar océano fue publicada por Gonzalo Fernández de Oviedo en partes entre 1535 y 1557 con una extensa relación sobre la expedición a Chile que Diego de Almagro realizó entre 1535 y 1537 por el camino del Inca. En el derrotero señalado por Fernández de Oviedo menciona las provincias de Xibixuy y Chicoana, vecinas de los belicosos juríes. Sobre la primera no menciona ningún pueblo y sobre la segunda dijo que su cabecera era el pueblo de Chicoana y tenía 70 o más leguas de largo. La Relación de cosas acaecidas en el Perú... fue escrita por un participante de la expedición de Almagro y se ha atribuido por unos a Cristóbal de Molina (apodado el almagrista o el chileno) y por otros a Bartolomé Segovia. En esa relación se menciona a la provincia de Chicoana, que es de los Diaguitas.